# Галф (округ, Флорида)
Шаблон:StateAbbr_ 29°54′ пн. ш. 85°14′ зх. д. / 29.9° пн. ш. 85.24° зх. д.
Округ Галф (англ. Gulf County) — округ (графство) у штаті Флорида, США. Ідентифікатор округу 12045.

## Історія
Округ утворений 1925 року.

## Демографія
За даними перепису 2000 року загальне населення округу становило 13332 осіб, зокрема міського населення було 4358, а сільського — 8974. Серед мешканців округу чоловіків було 7119, а жінок — 6213. В окрузі було 4931 домогосподарство, 3537 родин, які мешкали в 7587 будинках. Середній розмір родини становив 2,87.
Віковий розподіл населення поданий у таблиці:
| Стать    | До 15 років | 15-21 | 22-29 | 30-39 | 40-49 | 50-65 | 65-85 | Понад 85 |
| -------- | ----------- | ----- | ----- | ----- | ----- | ----- | ----- | -------- |
| Чоловіки | 1211        | 558   | 755   | 1187  | 1166  | 1243  | 933   | 66       |
| Жінки    | 1140        | 500   | 459   | 794   | 928   | 1233  | 1025  | 134      |

## Суміжні округи
- Калгун — північ
- Ліберті — північний схід
- Франклін — схід
- Бей — захід